# Apple DOS
Apple DOS (Apple Disk Operating System) ist ein 1978 veröffentlichtes Disketten-Betriebssystem von Apple, das auf den Apple-II-Computern eingesetzt wurde. Im Apple-Kontext wurde es meist einfach DOS genannt (ähnlich wie MS-DOS bei IBM-PC-kompatiblen Computern). Nachfolger wurde Ende 1983 das vielseitigere Apple ProDOS, das sich in weiten Teilen nicht an Apple DOS, sondern an Apple SOS orientierte, dem Betriebssystem des gescheiterten Apple III.

## Geschichte
Der Apple II wurde im Frühjahr 1977 auf den Markt gebracht. Zunächst diente die herkömmliche Compact Cassette als Speichermedium, indem ein handelsüblicher Kassettenrekorder über die Mikrofon- und Kopfhörerbuchsen an den Apple angeschlossen wurde; diese Speichermethode war wegen der nötigen Modulation in Tonsignale langsam, in der Bedienung unbequem, systembedingt unzuverlässig und für mehrteilige Programme kaum praktikabel. So erkannten Steve Wozniak und Steve Jobs, dass ein Laufwerk für Disketten wichtig für die Entwicklung ihrer Computer werden würde. Zu jener Zeit waren die erst wenige Jahre vorher erfundenen Diskettenlaufwerke im Microcomputer-Bereich noch teurer Luxus und für viele Computermodelle überhaupt nicht verfügbar.
Um ein Diskettenlaufwerk, das spätere Disk II, ansteuern zu können, entwarf Wozniak dessen Hardware und als entsprechende Software Apple DOS. Die hardwarenahen Routinen des DOS für die Steuerung der Laufwerksmotoren sowie für die Umwandlung des GCR-Datenstroms in einzelne Datensektoren (und umgekehrt) schrieb er selbst, die Routinen für das Dateisystem wurden als Auftragsarbeit vergeben. Apple DOS wurde beim Systemstart mit einem einfachen Bootloader, der sich im Festwertspeicher (ROM) des Laufwerkscontrollers befand, von einer Diskette geladen. Es integrierte sich in das Apple Integer Basic, das im ROM des Computers gespeichert war.

### Versionen
Die DOS-Versionen 0.x, 1.x, 2.x und 3.0 waren unveröffentlichte Testversionen; das erste öffentliche Apple-DOS war Version 3.1 vom Juli 1978. Etwa ein halbes Jahr später erschien DOS 3.2, das den neuen Apple II+ unterstützte und eine hohe Zahl von Programmfehlern beseitigte; kurz darauf DOS 3.2.1, eine weitere fehlerbereinigte Ausgabe. Die am weitesten verbreitete Apple-Version ist DOS 3.3 vom August 1980, die den Speicherplatz je Diskette von 113 auf 140 kB erhöhte, indem es durch eine verbesserte GCR-Codierung 16 statt 13 Sektoren auf jeder Diskettenspur unterbrachte. Danach wandte sich Apple dem Apple III zu, sodass über zweieinhalb Jahre kein neues DOS für den Apple II mehr erschien, obwohl weiter eine Anzahl bekannter Programmfehler im DOS-Code existierte; insbesondere der Befehl APPEND funktionierte oft nicht richtig.
In dieser Zeit erschienen einige stark beschleunigte Apple-DOS-Versionen von Drittanbietern. Diese ersetzten die ineffektive GCR-Codierung der Originalversion, bei der die Daten mehrfach im Speicher umkopiert und dann erst auf die Diskette geschrieben wurden, durch eine optimierte Fassung, die schon während des Schreibens bzw. Lesens einen Großteil der nötigen Arbeit erledigte. Bekannte DOS-Versionen dieser Periode sind u. a. ProntoDOS, DaviDOS und ES-DOS.
Nach dem Misserfolg des Apple III wandte sich Apple wieder der weiterhin gut laufenden Apple-II-Serie zu. Im Januar und August 1983 erschienen zwei korrigierte und besser an den neuen Apple IIe angepasste, aber weiterhin langsame, Versionen von Apple DOS. Beide trugen weiterhin die Versionsnummer 3.3, können aber an der Jahresangabe 1983 in der Startmeldung erkannt werden. Die Version von August 1983, die allerdings in der Startmeldung weiterhin „Januar 1983“ ausgab, war zugleich das letzte unter dem Namen Apple DOS vertriebene Betriebssystem, und das einzige, in dem der APPEND-Befehl fehlerfrei funktionierte.

### Quelltext-Veröffentlichung
2013, 35 Jahre nach der Apple II-Veröffentlichung, wurde der Apple DOS Quelltext vom Computer History Museum und seiner Webseite veröffentlicht. Paul Laughton, der Programmierer, hatte ihn zur Verfügung gestellt.

## Technische Beschränkungen
Apple DOS unterstützte in unveränderter Form keine Speichermedien außer 5,25-Zoll-Disketten, war ohne weitgehende Veränderungen ungeeignet für Datenträger mit mehr als 400 kB Kapazität und bot keine Unterverzeichnisse. Sein System weniger festgelegter Dateitypen war für viele Zwecke zu unflexibel. Zudem mangelte es an einer dokumentierten Programmierschnittstelle zum DOS für Maschinensprachen-Programme, da Apple DOS ganz auf BASIC-Programme hin ausgelegt war. Daher wurde die Weiterentwicklung eingestellt, als größere Datenträger wie Festplatten und 3,5-Zoll-Disketten erschwinglich wurden. Bereits davor gab es diverse 5,25-Zoll-Non-Apple-Standardlaufwerke die über Lötbrücken zwischen 40 und 80 Spuren umschaltbar waren. Passend dazu gab es verschiedene, wesentlich schnellere „OS-Nachbauten“ und auch einfache Apple DOS bzw. Basic Befehle um diese Laufwerke im 80 Spurbetrieb und sogar auf beidseitigen Floppy Betrieb zu verwenden.

## Andere Computer, die Apple DOS verwenden
Apple DOS wurde, in der Regel als Nachprogrammierung, auch von anderen Computerherstellern als Betriebssystem genutzt, etwa vom aus Bulgarien stammenden Prawetz 8D, der hardwaremäßig wiederum ein Klon des Oric Atmos ist.